# Laurie Cunningham
Laurence Paul Cunningham (Londres, 8 de marzo de 1956 - Madrid, 15 de julio de 1989), conocido como Laurie Cunningham, fue un futbolista británico de ascendencia jamaicana que jugaba como delantero.

## Trayectoria
Su primer equipo fue el Leyton Orient F. C. Su fichaje por el Real Madrid C. F. fue tasado cerca de los 195 millones de pesetas. Apodado la Perla Negra, Cunningham no tuvo mucha suerte en el Real Madrid debido a la cantidad de lesiones que sufrió, pero se le recuerda como uno de los pocos jugadores de este equipo que han salido ovacionados del Camp Nou, tras una victoria ante el F. C. Barcelona por 0-2.

### Fallecimiento

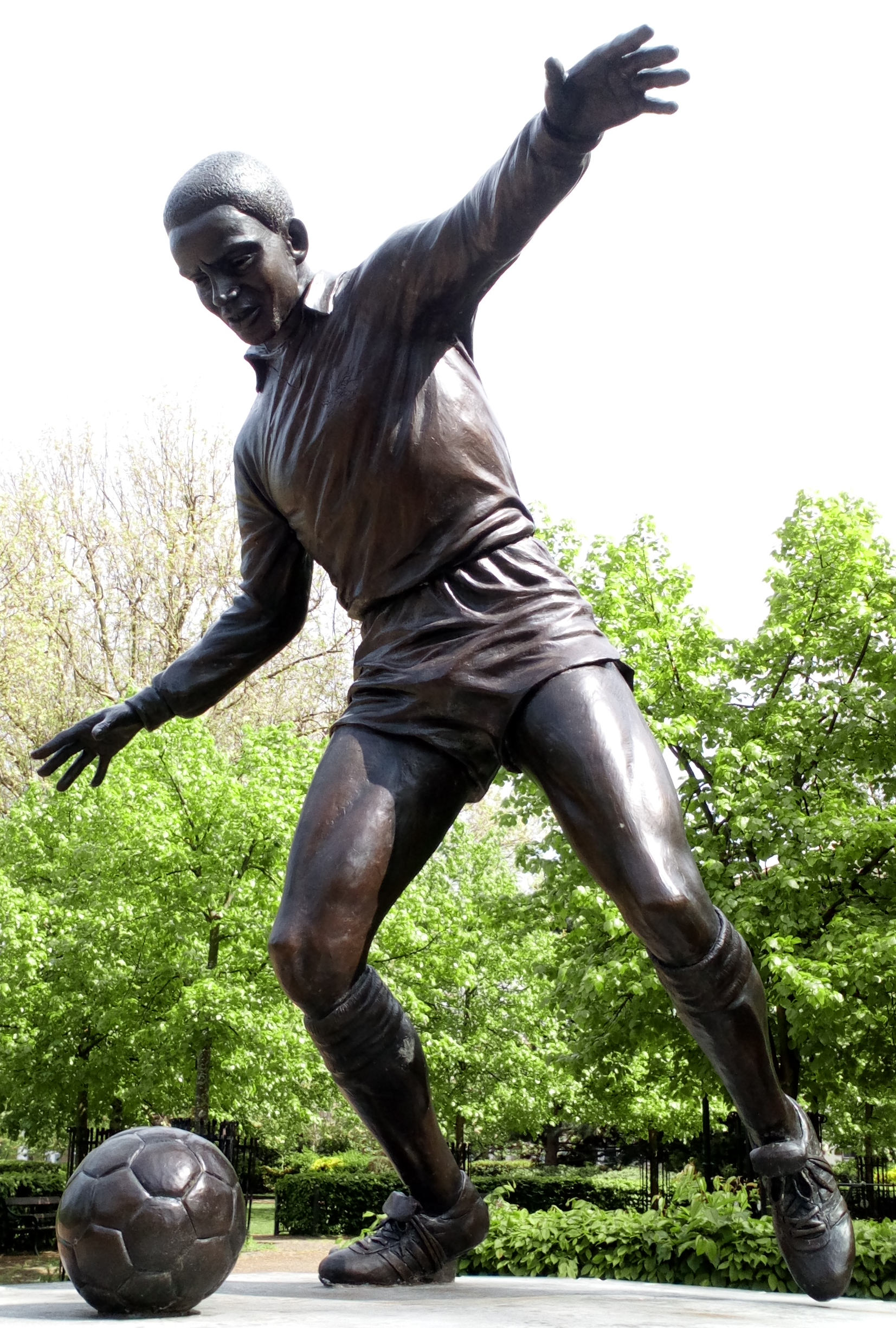
Estatua de Cunningham cerca de Brisbane Road

Laurie tuvo un accidente con su Seat Ibiza dorado en el km 6'5 de la A6 en Puerta de Hierro, dirección a la capital de España. A las 6:45 horas del 15 de julio de 1989 al regreso de una fiesta y por motivos que nunca llegaron a conocerse, el futbolista perdió el control del vehículo a excesiva velocidad, estrellándose contra una farola y una valla de protección, volcando y saliendo despedido al no llevar colocado el cinturón de seguridad. Su cuerpo, aún con vida, fue encontrado por una patrulla de la policía municipal sobre el asfalto a unos 10 metros del automóvil, falleciendo posteriormente en el Hospital Clínico de Madrid. Su acompañante Mark Caswell Latty sobrevivió al accidente. En el momento de su muerte, era jugador de la A. D. Rayo Vallecano, club recién ascendido a la Primera División esa temporada. Tenía 33 años. Su muerte conmocionó al fútbol español.

## Selección nacional
Cunningham fue la segunda persona negra en representar a la selección inglesa sub-21, entre 1977 y 1978,[cita requerida] y también el primero en representar a la selección absoluta en una competición oficial, entre 1979 y 1980. En total, jugó seis partidos internacionales.

## Clubes
| Club                       | País       | Año       |
| -------------------------- | ---------- | --------- |
| Leyton Orient F. C.        | Inglaterra | 1974-1977 |
| West Bromwich Albion F. C. | Inglaterra | 1977-1979 |
| Real Madrid C. F.          | España     | 1979-1983 |
| Manchester United F. C.    | Inglaterra | 1983      |
| Real Sporting de Gijón     | España     | 1983-1984 |
| Olympique de Marsella      | Francia    | 1984-1985 |
| Leicester City F. C.       | Inglaterra | 1985-1986 |
| A. D. Rayo Vallecano       | España     | 1986-1987 |
| Royal Charleroi S. C.      | Bélgica    | 1987      |
| Wimbledon F. C.            | Inglaterra | 1988      |
| A. D. Rayo Vallecano       | España     | 1988-1989 |

## Palmarés

### Campeonatos nacionales
| Título         | Club                    | País       | Año  |
| -------------- | ----------------------- | ---------- | ---- |
| Liga española  | Real Madrid C. F.       | España     | 1980 |
| Copa del Rey   | Real Madrid C. F.       | España     | 1980 |
| Copa del Rey   | Real Madrid C. F.       | España     | 1982 |
| Charity Shield | Manchester United F. C. | Inglaterra | 1983 |
| FA Cup         | Manchester United F. C. | Inglaterra | 1983 |
| FA Cup         | Wimbledon F. C.         | Inglaterra | 1988 |

### Otros logros
| Logro                      | Club                 | País   | Año     |
| -------------------------- | -------------------- | ------ | ------- |
| Ascenso a la Liga española | A. D. Rayo Vallecano | España | 1988-89 |